# Johann Konrad Schlick
Johann Konrad Schlick, född 1759 i Mansbach, död 1825 i Gotha, var en tysk violoncellist.
Schlick gjorde flera konsertresor med sin fru Regina Strinasacchi, berömd violinspelerska, utgången från konservatoriet vid Ospedale della Pietà i Venedig. År 1799 var de båda makarna, jämte deras dotter, skicklig pianospelerska, engagerade vid Gewandhauskonserterna i Leipzig. Schlick var vid sin död anställd vid hertigliga kapellet i Gotha. Han komponerade över 100 verk kammarmusik, varav omkring 20 trycktes. 